# Gera (stad)

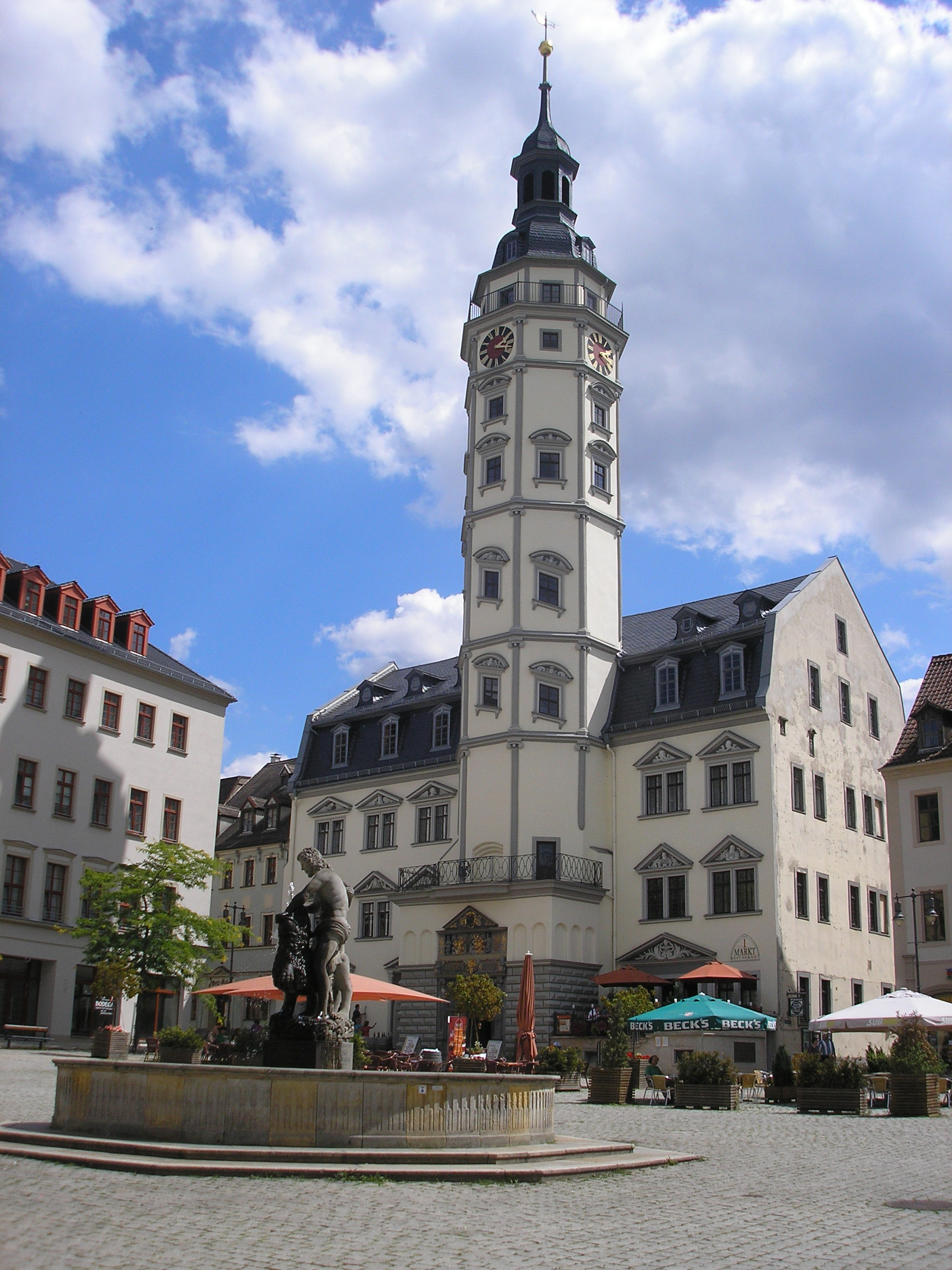
Het raadhuis

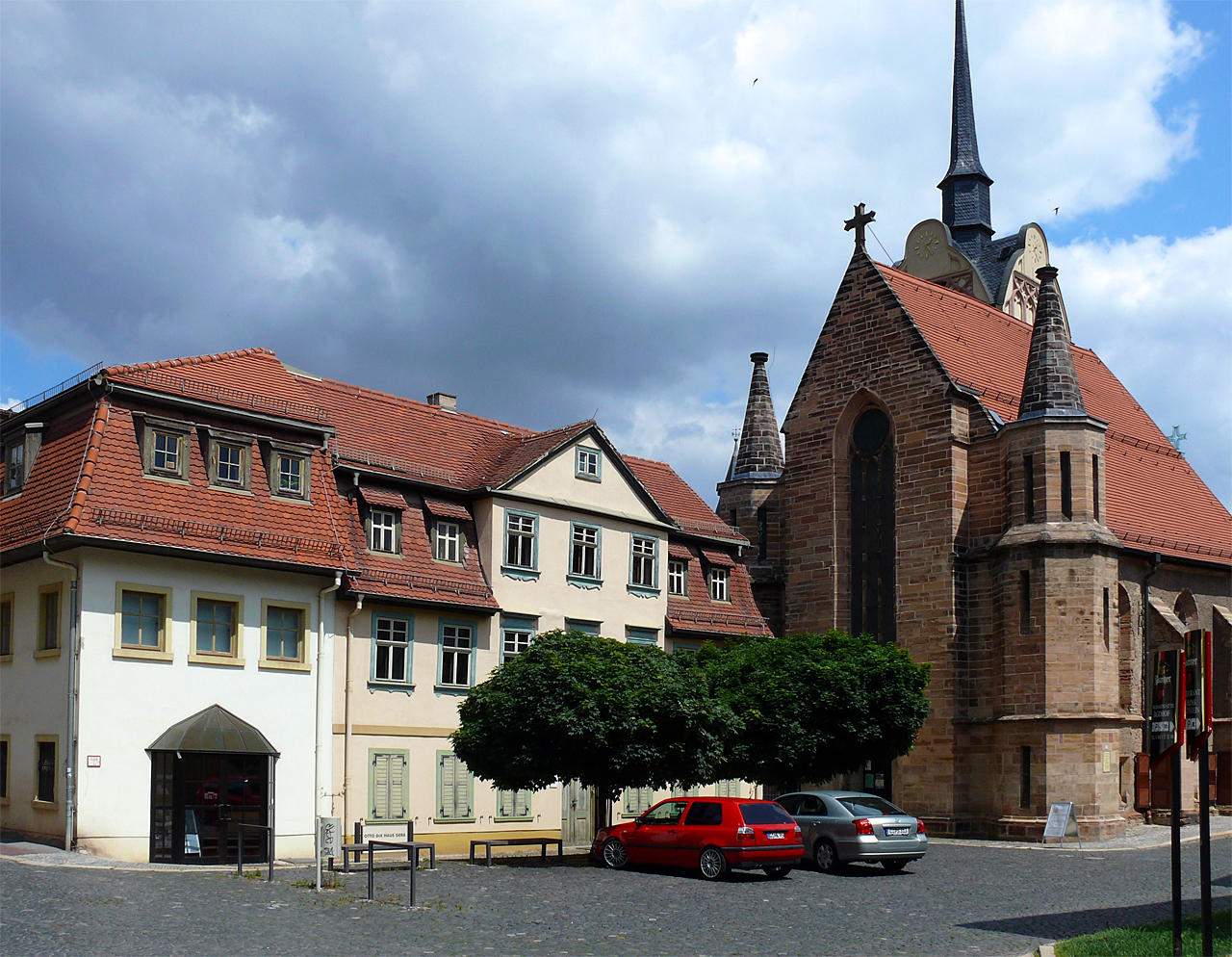
Het Otto Dixhuis en de Marienkirche in Untermhaus

Gera is een stad in het oosten van de Duitse deelstaat Thüringen. De stad ligt aan de Weiße Elster in het Thüringer Vogtland. Gera telt
92.126 inwoners (31 december 2020) en is daarmee de derde stad van Thüringen. Bestuurlijk heeft Gera de status van kreisfreie Stadt.

## Geschiedenis
De naam Gera werd in 995 voor het eerst opgetekend, maar verwees toen nog niet naar een stad. De nederzetting Gera ontstond in de 12de eeuw en kreeg voor 1237 stadsrechten. De stad werd in 1450 tijdens de Saksische Broederoorlog door George van Podiebrad ingenomen en verwoest.
In 1564 werd het slot Osterstein de residentie van de heerlijkheid Reuss-Gera. Dit werd een toevluchtsoord voor protestanten, waaronder de Zuid-Nederlandse fabrikant Nicolaus de Smit, die in 1595 naar Gera kwam en er de lakennijverheid een impuls gaf.
Tijdens de Dertigjarige Oorlog veroorzaakten plunderende Zweedse soldaten in 1639 een grote stadsbrand. Verwoestender nog was de stadsbrand van 1780, waarbij bijna de gehele stad in de as werd gelegd.
Ook in de 19de eeuw was Gera, vanaf 1848 de hoofdstad van het vorstendom Reuss jongere linie, een belangrijk centrum van textielindustrie. Grootste fabriek was het in 1834 opgerichte Ernst Friedrich Weißflog. Ook de machine-industrie was van belang.
In 1920 ging Reuss j.l. op in Thüringen, waarvan Gera destijds de grootste stad was, Erfurt behoorde toen niet tot Thüringen.
Aan het eind van de Tweede Wereldoorlog was Gera op 6 april 1945 het doelwit van een Amerikaans luchtbombardement, waarbij onder meer slot Osterstein werd verwoest. De stad werd door de Amerikanen van de nazi´s bevrijd, maar kwam uiteindelijk in de Sovjet-Russische bezettingszone te liggen. In 1952 werd Gera de hoofdstad van het Bezirk Gera.

## Bestuurlijke indeling
Gera is onderverdeeld in twaalf gemeentedelen, die uit samen 40 stadsdelen bestaan. Daarvan hebben er veertien de status van Ortschaft met een eigen plaatselijk bestuur.

## Stadsbeeld

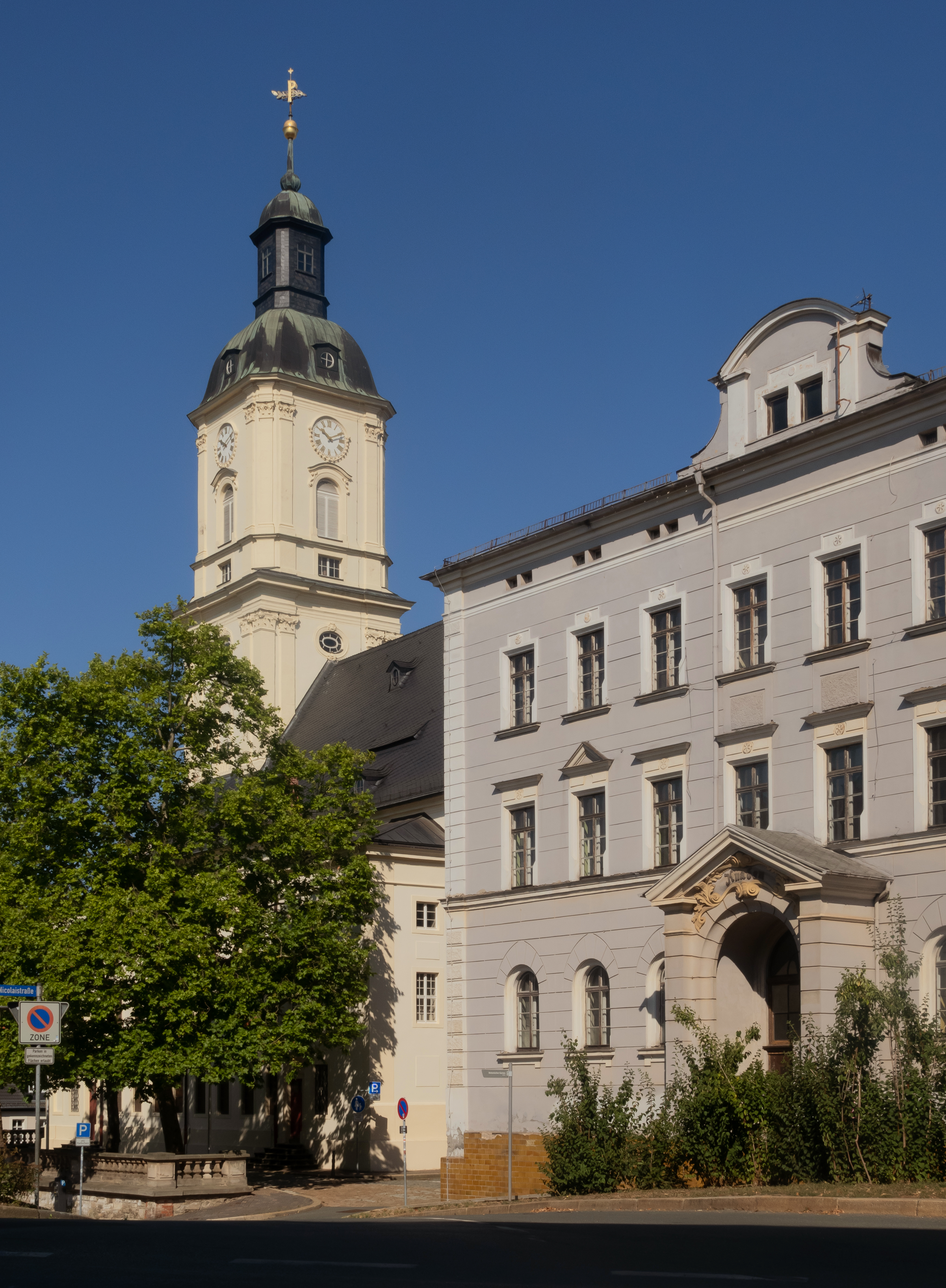
Gera, kerk: Salvatorkirche

De Alststadt van Gera bevindt zich op de rechteroever van de Weiße Elster. Aan de Markt staat het oude raadhuis, een renaissancegebouw uit 1575 dat veel op dat van Altenburg lijkt. De kelder behoort tot de Geraer Höhler, een tot 11 m diep labyrint onder de binnenstad, waar bier werd opgeslagen en die thans voor kunstdoeleinden wordt gebruikt.
De belangrijkste kerk van Gera is de Salvatorkirche op de Nicolaiberg, die in 1720 werd voltooid. De barokkerk kreeg in 1903 een interieur in jugendstil. Een oudere kerk is de Marienkirche in het stadsdeel Untermhaus, waar zich ook het geboortehuis van de schilder Otto Dix bevindt.
Van het slot Osterstein is sinds de Tweede Wereldoorlog niet veel meer over dan de middeleeuwse Bergfried, die tegenwoordig dienstdoet als uitzichtstoren.
In Gera bevinden zich verschillende fabrikantenvilla's uit de Gründerzeit en daarna. Een prominente vertegenwoordiger is huis Schulenburg, een gesamtkunstwerk dat Henry Van de Velde in 1913 ontwierp voor de textielfabrikant Paul Schulenburg en dat als intacte art-nouveauvilla een belangrijke plaats inneemt in het oeuvre van de architect.

## Musea
De vier stedelijke musea van Gera zijn alle gevestigd in historische gebouwen. Het Stadtmuseum gesticht in 1878, behandelt de geschiedenis van de stad en is gevestigd in het voormalige tucht- en weeshuis. Ook een aantal Geraer Höhler behoren tot dit museum. De Kunstsammlung Gera bestaat uit het Otto Dixhuis, dat in het honderdste geboortejaar van de schilder als museum werd ingericht, en een museum in de barokke oranjerie van de vorsten Reuß, beide in Untermhaus. In het Schreibersches Haus is een natuurkundemuseum gevestigd, waartoe ook een botanische tuin behoort. Het Ferbersches Haus ten slotte huisvest een museum voor kunstnijverheid.

## Verkeer
Gera is sinds 1859 aangesloten op het spoorwegnet: in dat jaar kwam er een verbinding met Halle tot stand. Na de Tweede Wereldoorlog is het station Gera Hauptbahnhof minder belangrijk geworden: er komen geen langeafstandstreinen meer. Gera is een van de grootste steden in Duitsland waar alleen dieseltreinen komen.
De tram van Gera dateert uit 1892 en is na die van Halle de oudste nog bestaande tram van Duitsland. De huidige drie lijnen worden geëxploiteerd door Geraer Verkehrsbetrieb GmbH, die ook de plaatselijke busdienst onderhoudt. Tussen 1939 en 1977 reden er in Gera bovendien trolleybussen.

## Media
In Gera bevindt zich de hoofdredactie van de Ostthüringer Zeitung. Bovendien bestaat er een editie voor Gera van de Thüringische Landeszeitung, een krant uit Weimar. Beide kranten behoren tot de Zeitungsgruppe Thüringen.

## Stedenbanden
- Arnhem, Nederland, sinds 1987
- Kuopio, Finland, sinds 1967
- Sliven, Bulgarije, sinds 1965
- Timișoara, Roemenië, sinds 1988

## Geboren in Gera
- Otto Dix (1891-1969), schilder
- Georg Buschner (1925-2007), voetballer
- Thilo Sarrazin (1945), politicus
- Marlies Göhr (1958), sprintster
- Olaf Ludwig (1960), wielrenner
- Lutz Seiler (1963), schrijver
- Heike Drechsler (1964), atlete
- Jens Heppner (1964), wielrenner
- Hanka Kupfernagel (1974), wielrenster
- Thomas Blaschek (1981), atleet
- Tobias Werner (1985), voetballer
- Christian Kubusch (1988), zwemmer
- John Degenkolb (1989), wielrenner
- Florian Trinks (1992), voetballer
- Josie Hofmann (1996), schaatsster
- Lena Charlotte Reißner (2000), baanwielrenster

## Demografie
| Peildatum             | 31.12.2009 | 31.12.2010 | 31.12.2011 | 31.12.2012 | 31.12.2013 | 31.12.2014 | 31.12.2015 | 31.12.2016 | 31.12.2017 | 31.12.2018 |            |
| --------------------- | ---------- | ---------- | ---------- | ---------- | ---------- | ---------- | ---------- | ---------- | ---------- | ---------- | ---------- |
| Inwoners              | 99.987     | 99.262     | 95.746     | 95.384     | 94.977     | 94.492     | 96.011     | 94.750     | 94.859     | 94.152     |            |
| Buitenlanders         | 1.427      | 1.490      | 1.466      | 1.636      | 1.798      | 2.083      | 4.627      | 4.407      | 5.528      | 6.176      |            |
| Aandeel buitenlanders | 1,4%       | 1,5%       | 1,5%       | 1,7%       | 1,9%       | 2,2%       | 4,8%       | 4,7%       | 5,8%       | 6,6%       |            |
| Peildatum             | 31.12.1998 | 31.12.1999 | 31.12.2000 | 31.12.2001 | 31.12.2002 | 31.12.2003 | 31.12.2004 | 31.12.2005 | 31.12.2006 | 31.12.2007 | 31.12.2008 |
| Inwoners              | 116.419    | 114.718    | 112.835    | 109.926    | 108.082    | 106.365    | 105.153    | 103.948    | 102.733    | 101.618    | 100.643    |
| Buitenlanders         | 918        | 1.241      | 1.406      | 1.418      | 1.486      | 1.479      | 1.486      | 1.480      | 1.428      | 1.470      | 1.464      |
| Aandeel buitenlanders | 0,8%       | 1,1%       | 1,2%       | 1,3%       | 1,4%       | 1,4%       | 1,4%       | 1,4%       | 1,4%       | 1,4%       | 1,5%       |